# Luis Losada
Luis Losada (1929 - Madrid, 23 de septiembre de 1988) fue un periodista español.

## Biografía
Su carrera profesional estuvo muy vinculada al medio televisivo. Buena parte de su trayectoria la desarrolló en Televisión española, y concretamente en sus servicios informativos. A principios de la década de los setenta dirigió el informativo 24 horas, y ya en plena Transición, en 1977 estuvo al frente de la Tercera Edición de Telediario y desde 1979 del espacio de entrevistas Café de redacción.
En los años ochenta regresa a su tierra natal, Galicia, y se convierte en el primer director de la cadena autonómica TVG entre 1985 y marzo de 1986. 
En cuanto a su experiencia en prensa escrita, dirigió el Diario de Pontevedra y fue redactor del Diario ABC y la revista Blanco y Negro.